# Heilig Kreuz und Mariä Himmelfahrt (Scheyern)

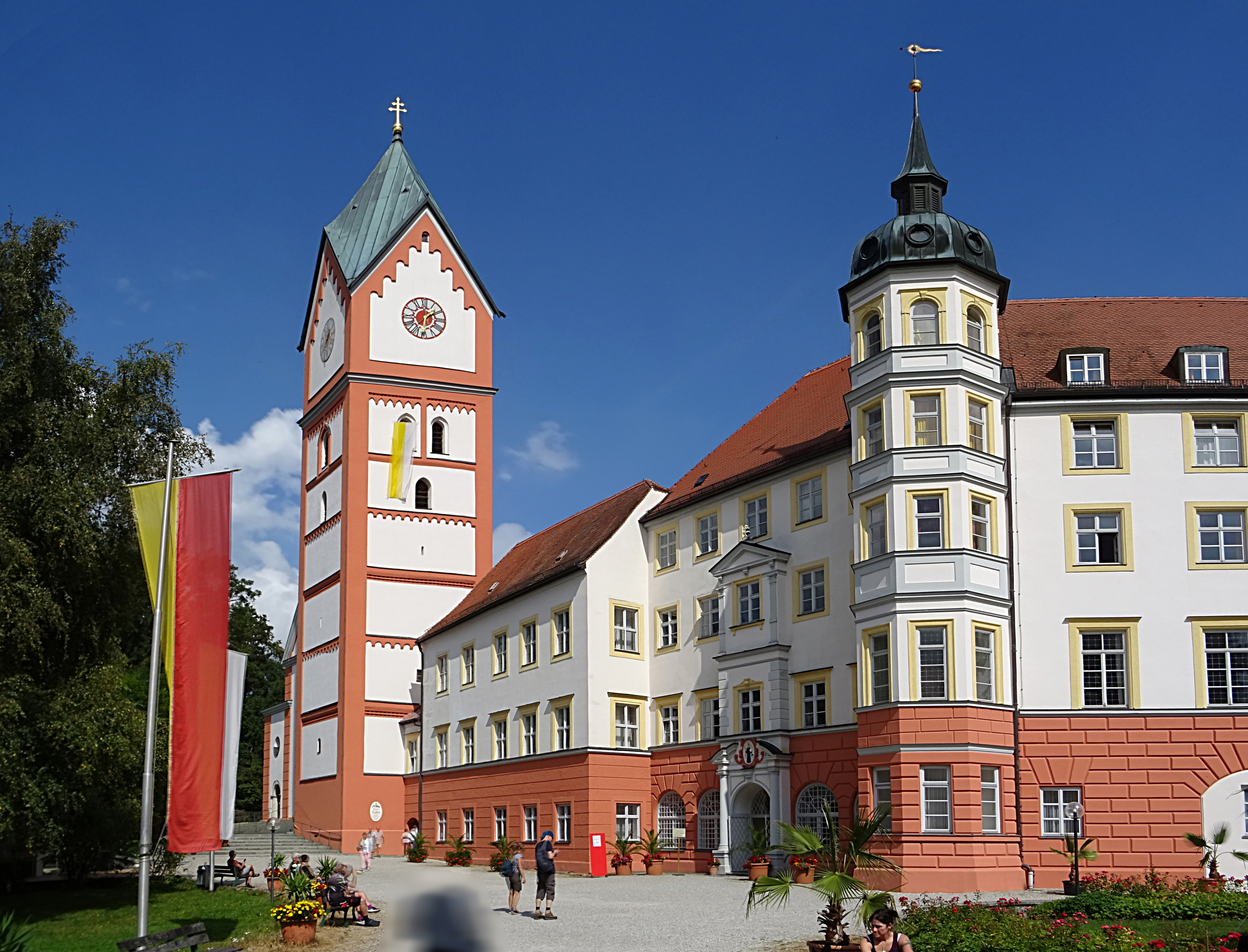
Pfarr- und Benediktinerabteikirche Heilig Kreuz und Mariä Himmelfahrt

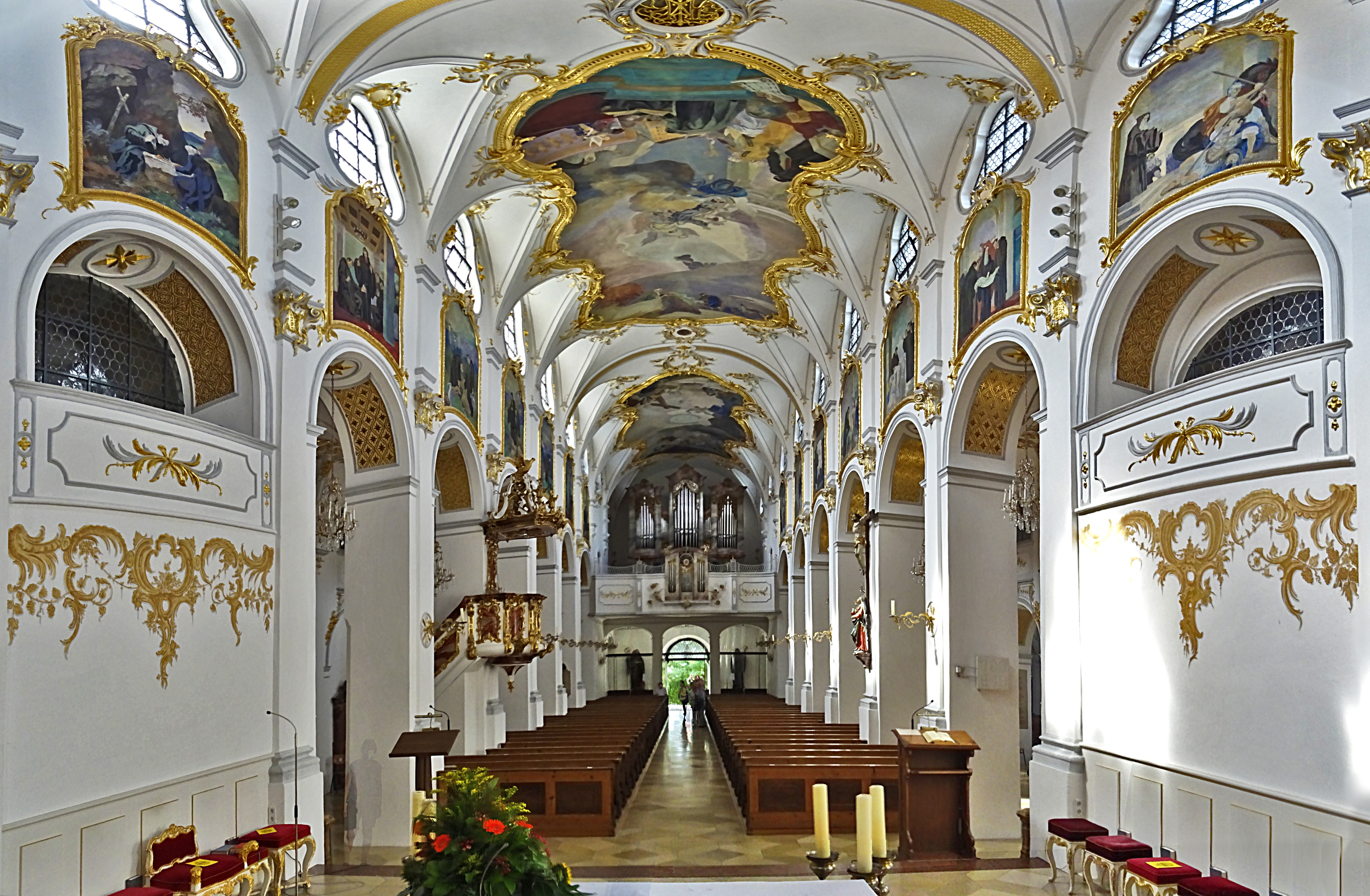
Blick durchs Langhaus

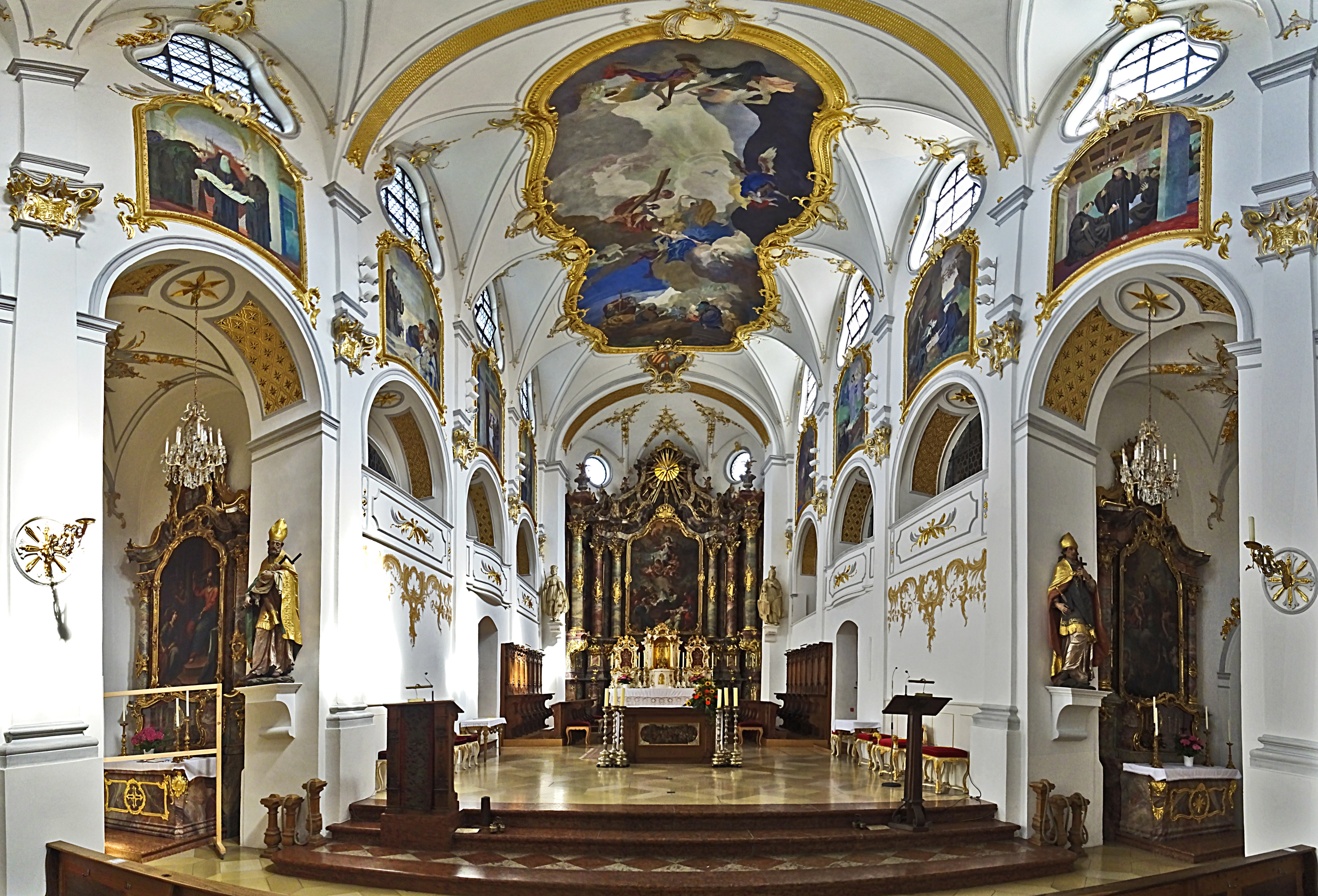
Chor

Die katholische Pfarr- und Benediktinerabteikirche Heilig Kreuz und Mariä Himmelfahrt in Scheyern, einer Gemeinde im Landkreis Pfaffenhofen an der Ilm in Bayern, ist im Kern ein spätromanischer Bau aus dem 12./13. Jahrhundert. Die Kirche wurde als Klosterkirche der Benediktinerabtei Scheyern, des Hausklosters der Wittelsbacher, das bis ins Jahr 1253 als deren Grablege diente, errichtet. Im 16. und 18. Jahrhundert erfuhr die Kirche eine weitgehende Umgestaltung, im 19. Jahrhundert wurde sie reromanisiert. Im Jahr 1980 erfolgte die Erhebung zur Basilica minor. Die Kirche gehört zu den geschützten Baudenkmälern in Bayern.
Seit dem ausgehenden 12. Jahrhundert ist die Kirche im Besitz einer Kreuzreliquie, des Scheyrer Kreuzes. Es wird heute in der Heiligkreuzkapelle aufbewahrt und ist Ziel einer Wallfahrt.

## Geschichte
Im Jahr 1119 siedelte Graf Otto V. von Scheyern das 1077 in Bayrischzell gegründete und später nach Fischbachau und Petersberg im Landkreis Dachau verlegte wittelsbachische Hauskloster an der Stelle seiner ehemaligen Stammburg in Scheyern an, die er zugunsten der Burg Wittelsbach verlassen hatte. Um 1127/28 wurde eine Kirche geweiht, die bei Bränden in den Jahren 1171 und 1183 zerstört wurde. In der Folgezeit errichtete man eine neue Kirche, deren Weihe im Jahr 1215 stattfand und die im Kern bis heute erhalten ist. Dieser spätromanische Bau mit Stützenwechsel war zwölf Meter kürzer als die heutige Kirche, besaß eine Westvorhalle und drei Apsiden.
Um 1440/50 baute man an der Stelle der südlichen Apsis, der heutigen Königskapelle, eine zweistöckige Sakristei ein. Zur gleichen Zeit erhöhte man den romanischen Turm, der 1837 durch Friedrich von Gärtner einen neuromanischen Helm erhielt. Von 1768 bis 1770 erfolgte eine Umgestaltung der Kirche im Stil des Spätrokoko. Das Mittelschiff wurde verlängert, die ursprünglich romanischen Fenster wurden birnenförmig erweitert, die Kapellen des nördlichen Seitenschiffs wurden zu einem weiteren Seitenschiff zusammengefügt und die Kirche erhielt eine neue Ausstattung.
Nach der Aufhebung des Klosters im Jahr 1803 im Zuge der Säkularisation wurde die Klosterkirche zur neuen Pfarrkirche von Scheyern. Die bisherige Pfarrkirche St. Martin wurde damals abgerissen. In den Jahren 1876 bis 1878 führte man eine Reromanisierung der Kirche durch, sie wurde mit einer neuromanischen Fassade versehen, der Stuck wurde teilweise abgeschlagen und die von Johann Georg Dieffenbrunner geschaffenen Rokokofresken wurden durch themengleiche Bilder im Stil der Nazarener ersetzt.

## Architektur
Das dreischiffige Langhaus wird von einer Stichkappentonne überwölbt. Ein Querhaus ist nicht vorhanden. Der dreiseitig geschlossene Chor wird in seiner ganzen Breite vom Hochaltar eingenommen.

## Fresken

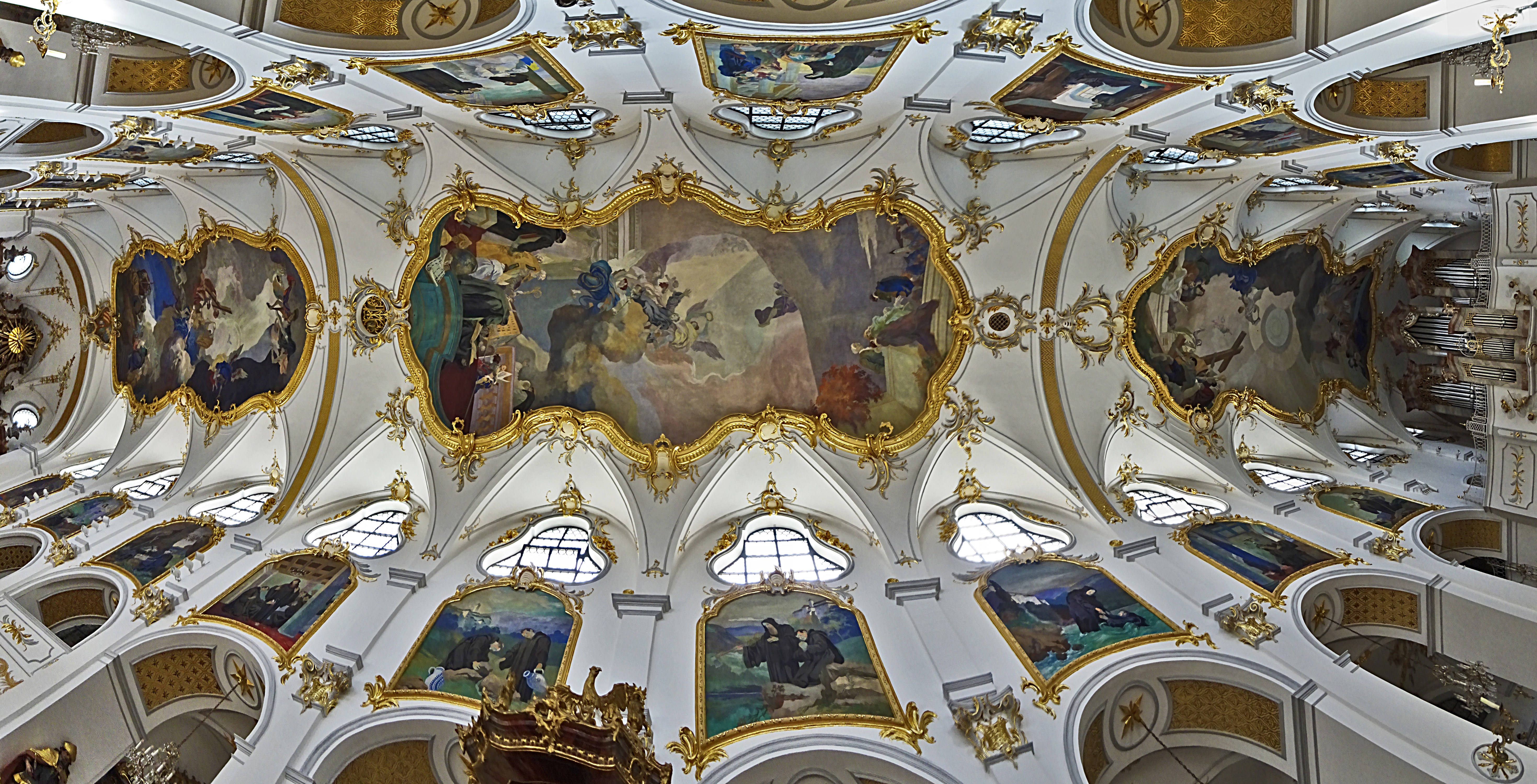
Deckenausmalung

Die Deckenfresken des Mittelschiffes wurden 1923/24 von Otto Hämmerle ausgeführt. Sie stellen über dem Altarraum die Himmelfahrt und die Krönung Mariens dar, in der Mitte die Verherrlichung des heiligen Benedikts und über der Orgelempore die Auffindung und Erhöhung des Heiligen Kreuzes. Unter der Orgelempore haben sich Freskenfragmente aus dem Jahr 1770 von Johann Georg Dieffenbrunner erhalten.

## Stuck
Der Stuckdekor wurde 1768 von dem Wessobrunner Ignaz Finsterwalder geschaffen.

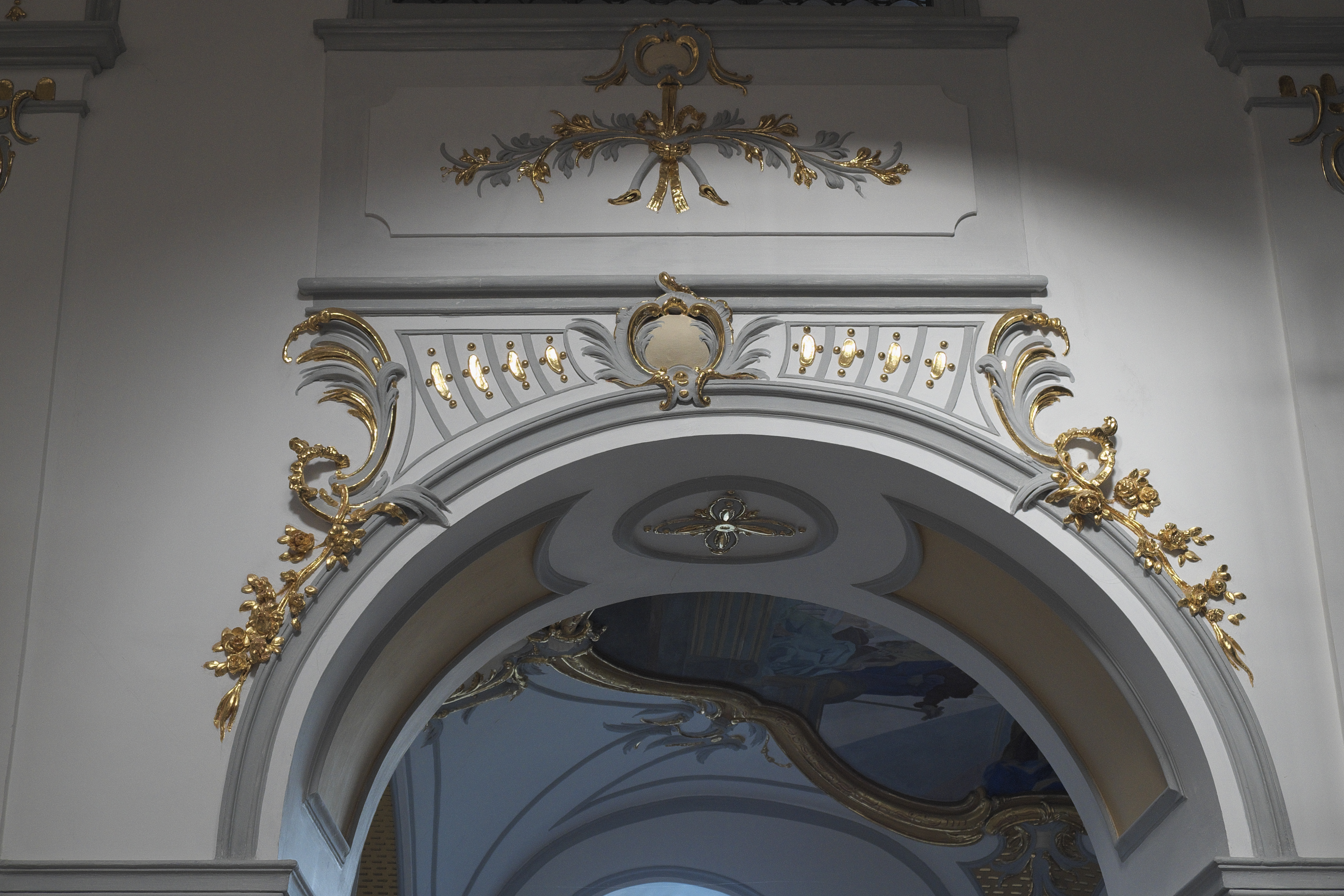
Stuckdekor
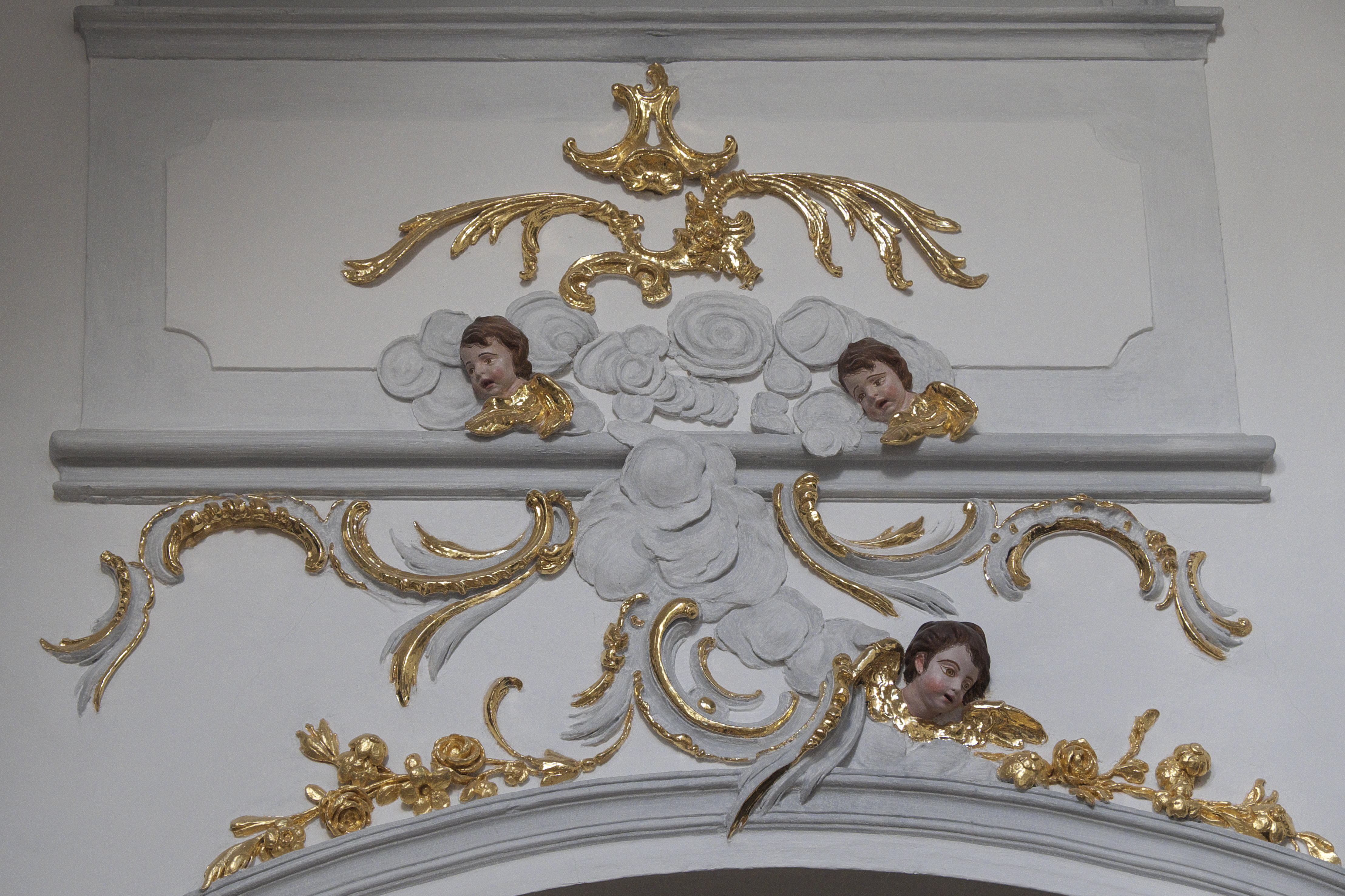
Stuckdekor
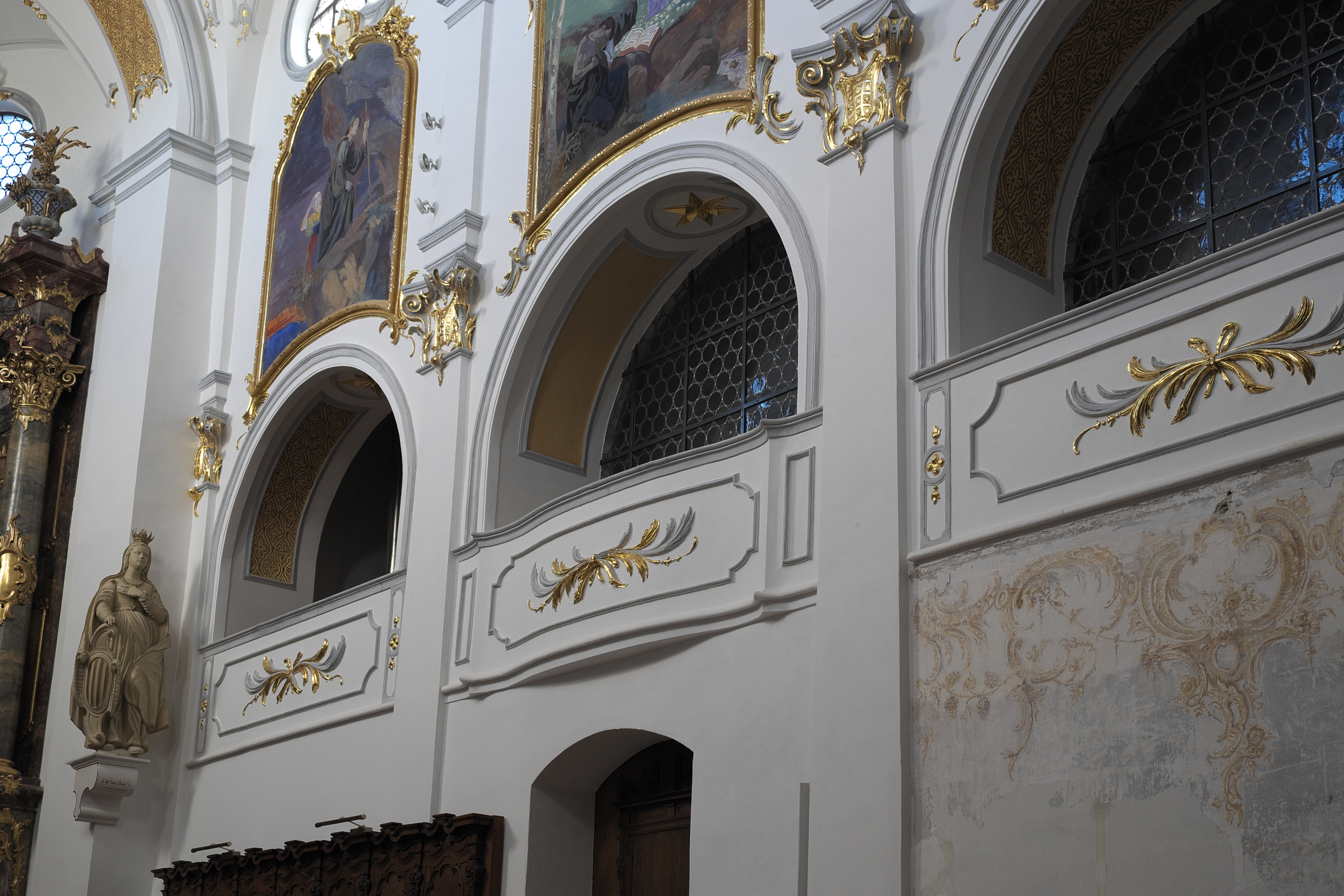
Stuckdekor

## Heiligkreuzkapelle

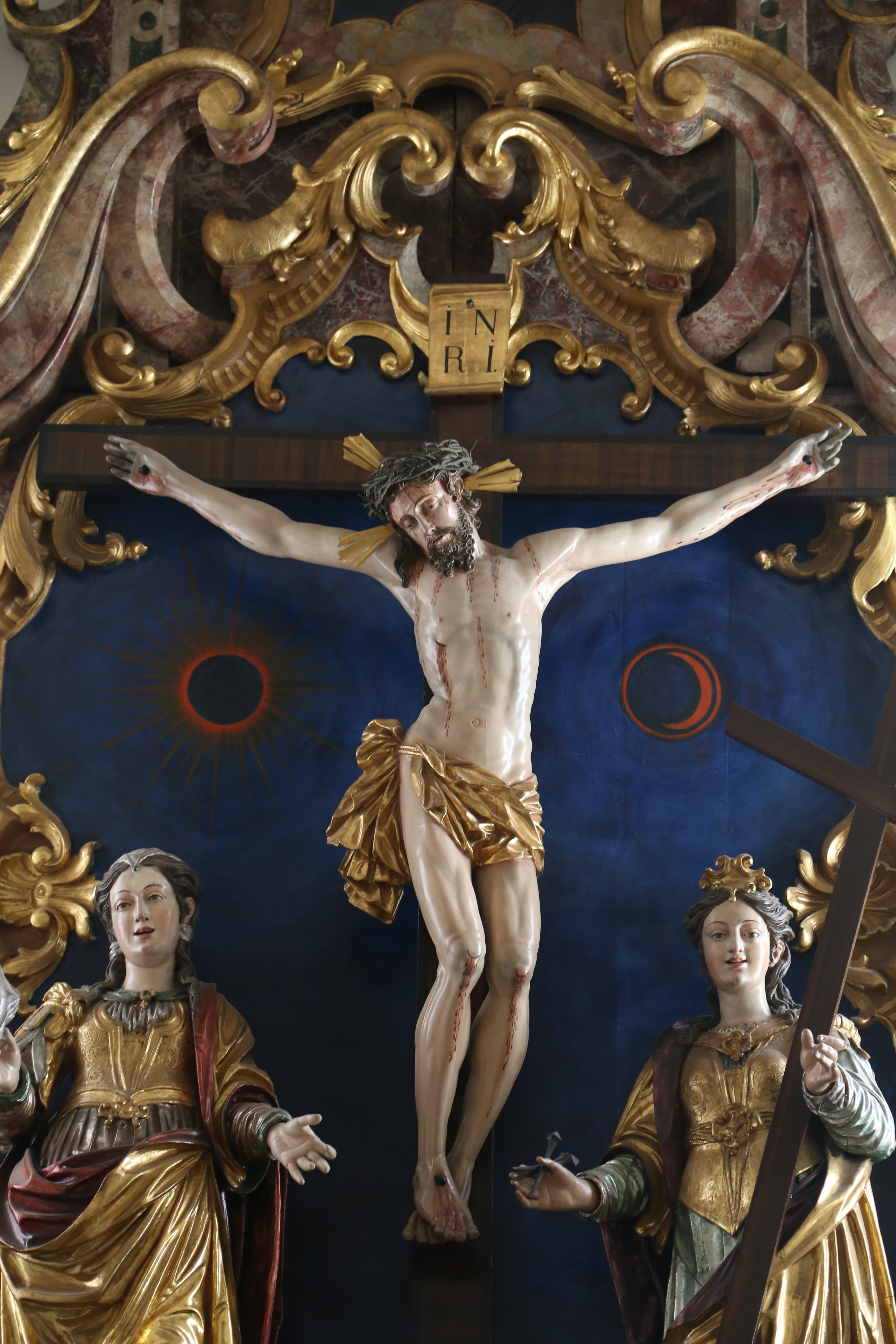
Kreuzaltar

In der Heiligkreuzkapelle sind noch die ursprünglichen Fresken erhalten, die der aus Schongau stammende und später in Ingolstadt tätige Melchior Buchner (auch Puchner oder Büchner) 1738 geschaffen hat. Sie sollen an den Segen erinnern, der vom Kreuz Christi ausgeht. 1768/69 wurde die Kapelle von Wessobrunner Stuckateuren wie Ignaz Finsterwalder im Stil des frühen Rokoko umgestaltet. Die in den Stuck mit eingearbeiteten Spiegel sollen den göttlichen Glanz versinnbildlichen.
Der Kreuzaltar von 1738 besitzt ein großes Renaissance-Kreuz aus der Zeit um 1600, die Figuren der heiligen Helena und der heiligen Maria Magdalena werden um 1650 datiert. Im Tabernakel wird in einer 1738 von Johann Georg Herkommer geschaffenen Monstranz das Scheyrer Kreuz aufbewahrt.

## Weitere Ausstattung
- Der Hochaltar wurde um 1770 geschaffen. Auf dem Altarblatt von Christian Wink von 1771 ist die Himmelfahrt Mariens dargestellt.
- Die Figuren des heiligen Bonifatius und des heiligen Erasmus am Choreingang stammen aus der Münchner Frauenkirche und wurden um 1765 in der Werkstatt von Ignaz Günther ausgeführt.
- Die Madonnenfigur des Marienaltars wird ins Jahr 1467 datiert. Sie stand vermutlich auf dem ehemaligen Hochaltar.

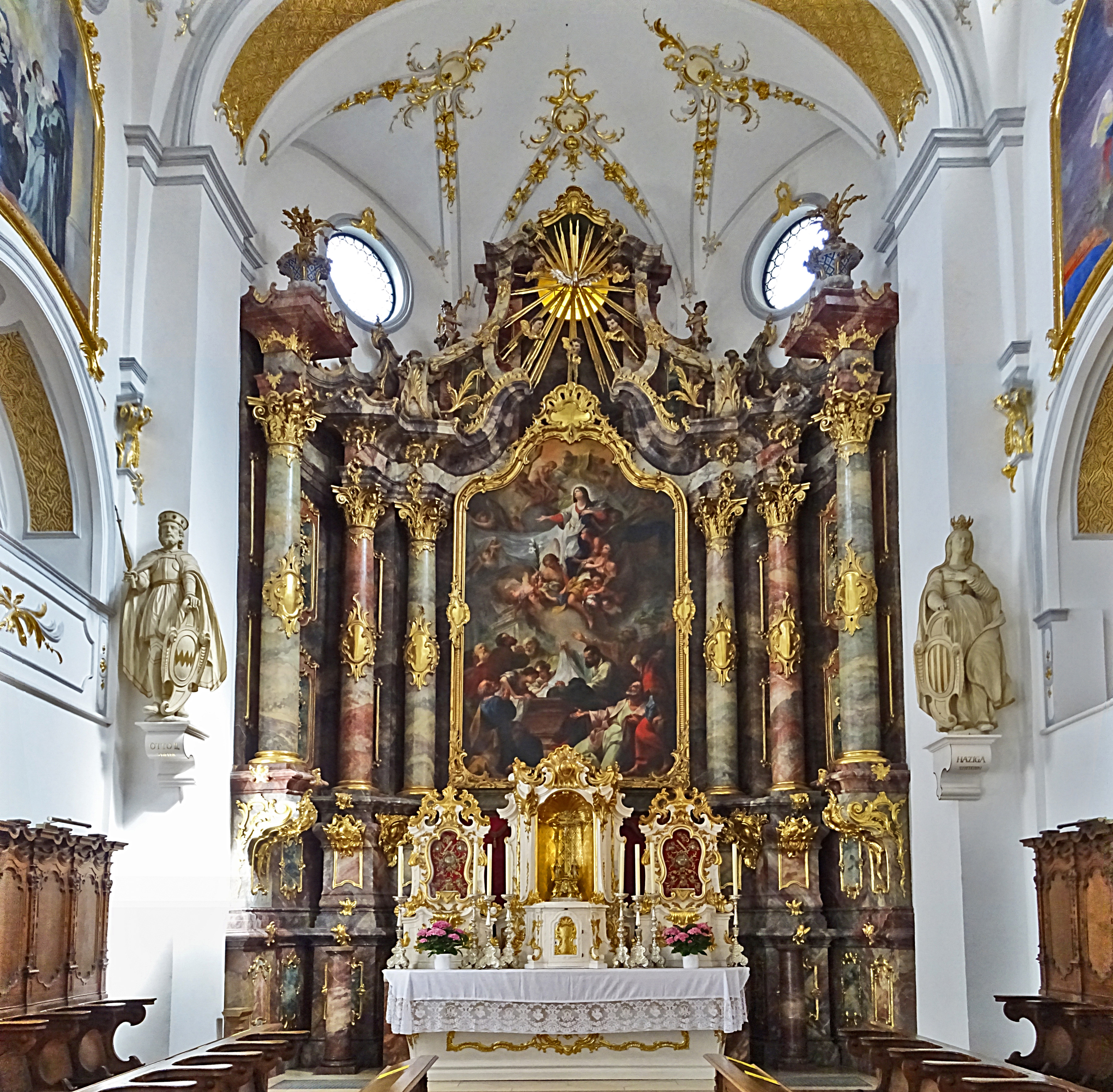
Hochaltar
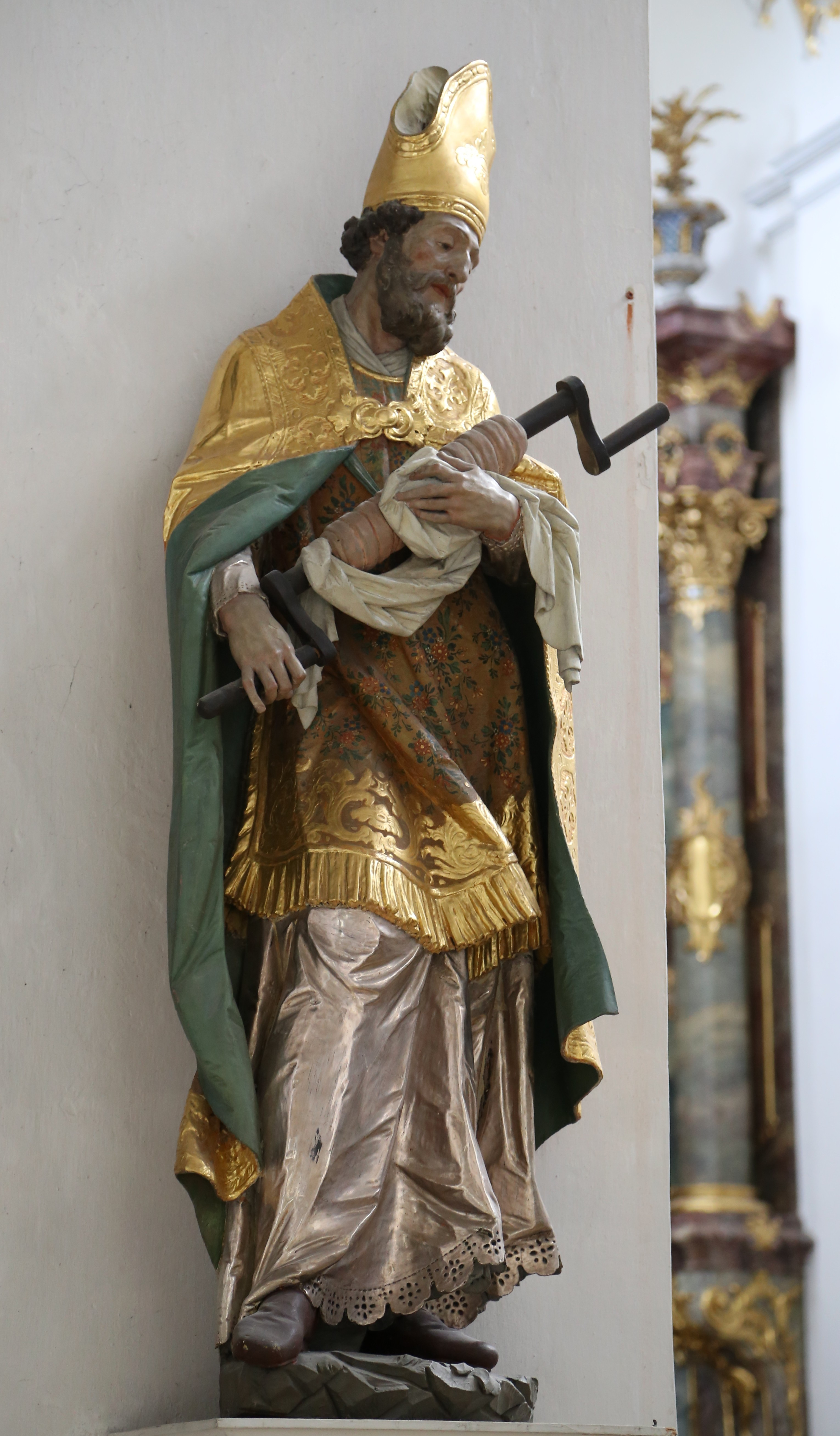
Heiliger Erasmus
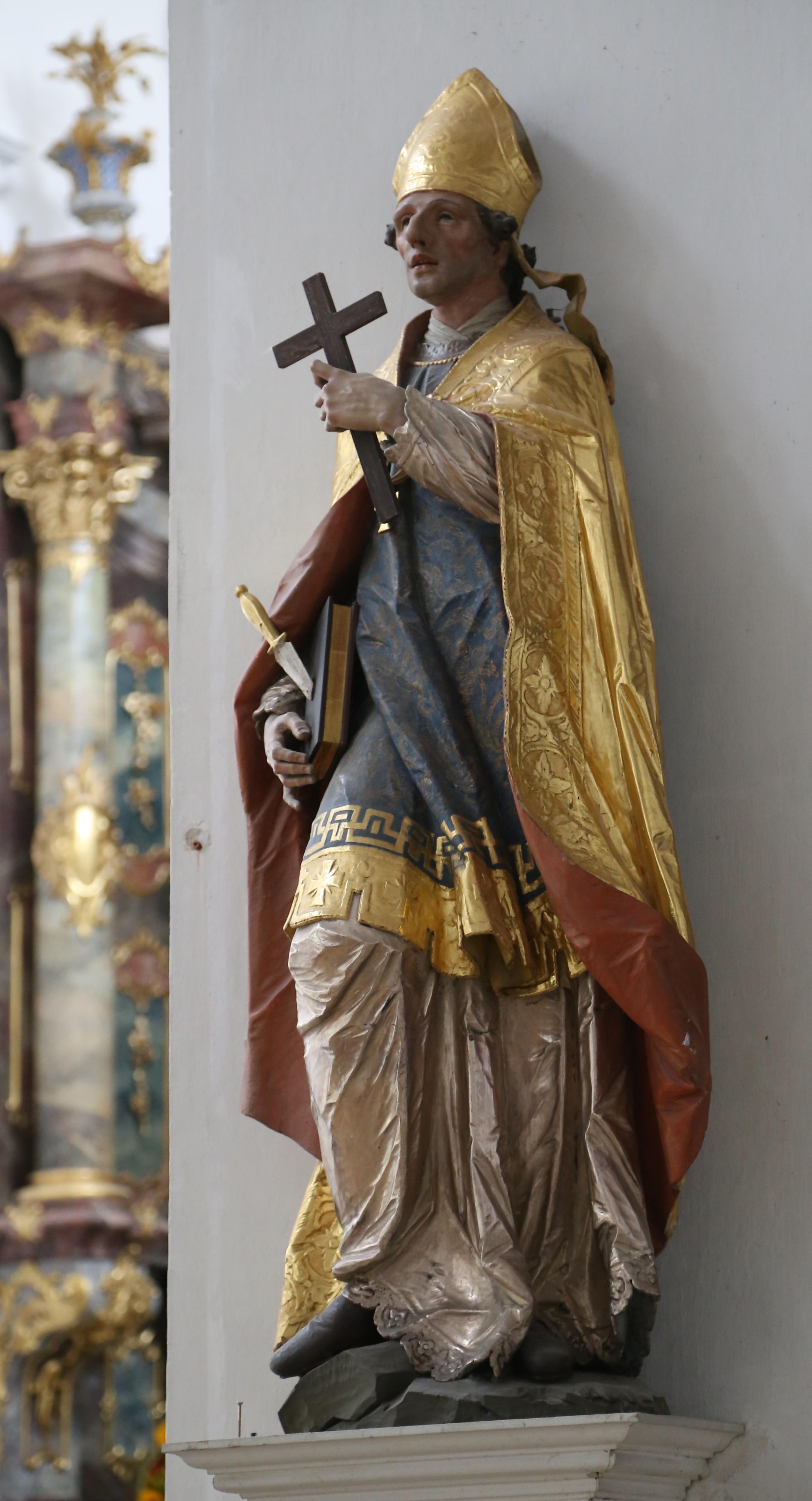
Heiliger Bonifatius
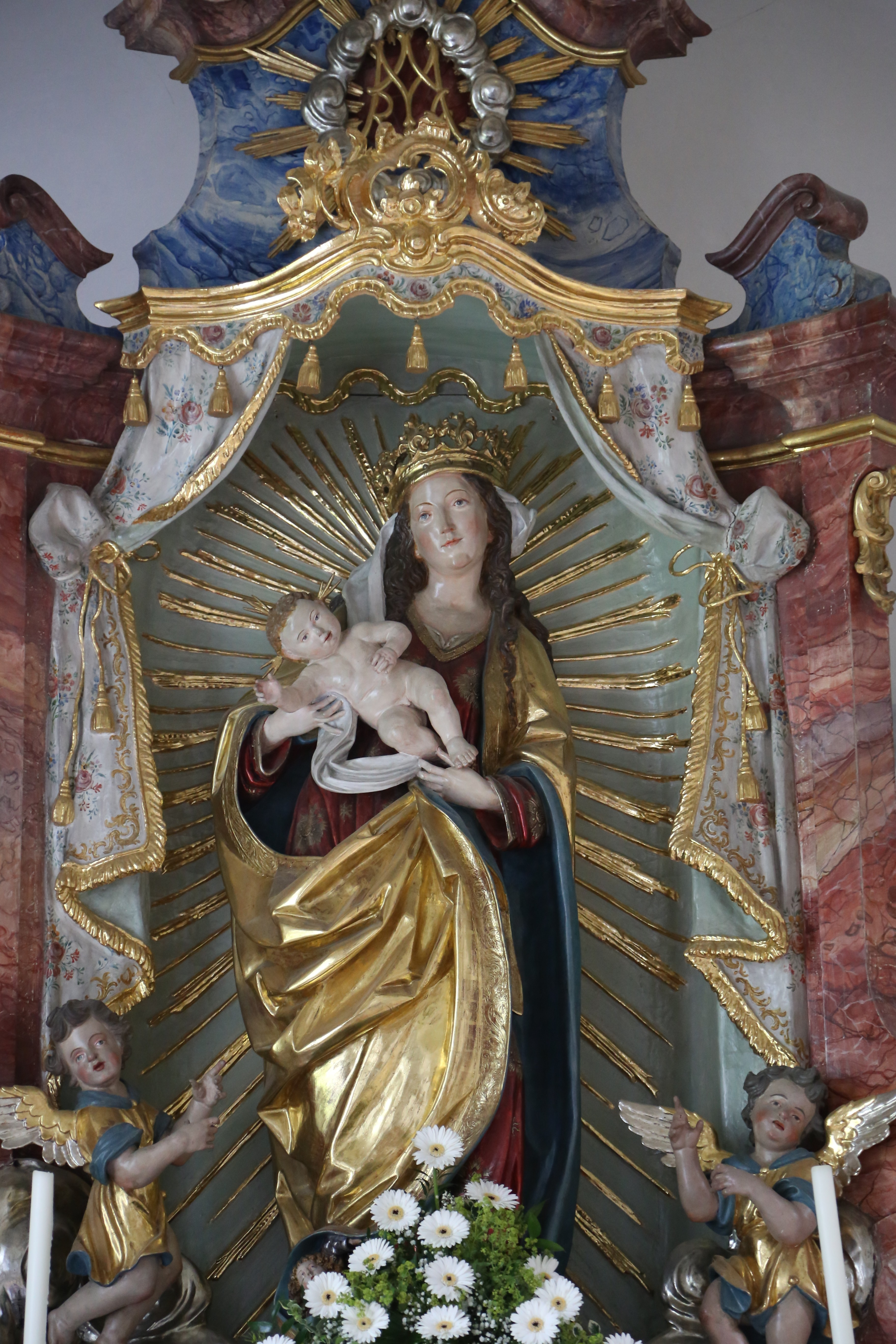
Madonna im Strahlenkranz des Marienaltars

## Orgel

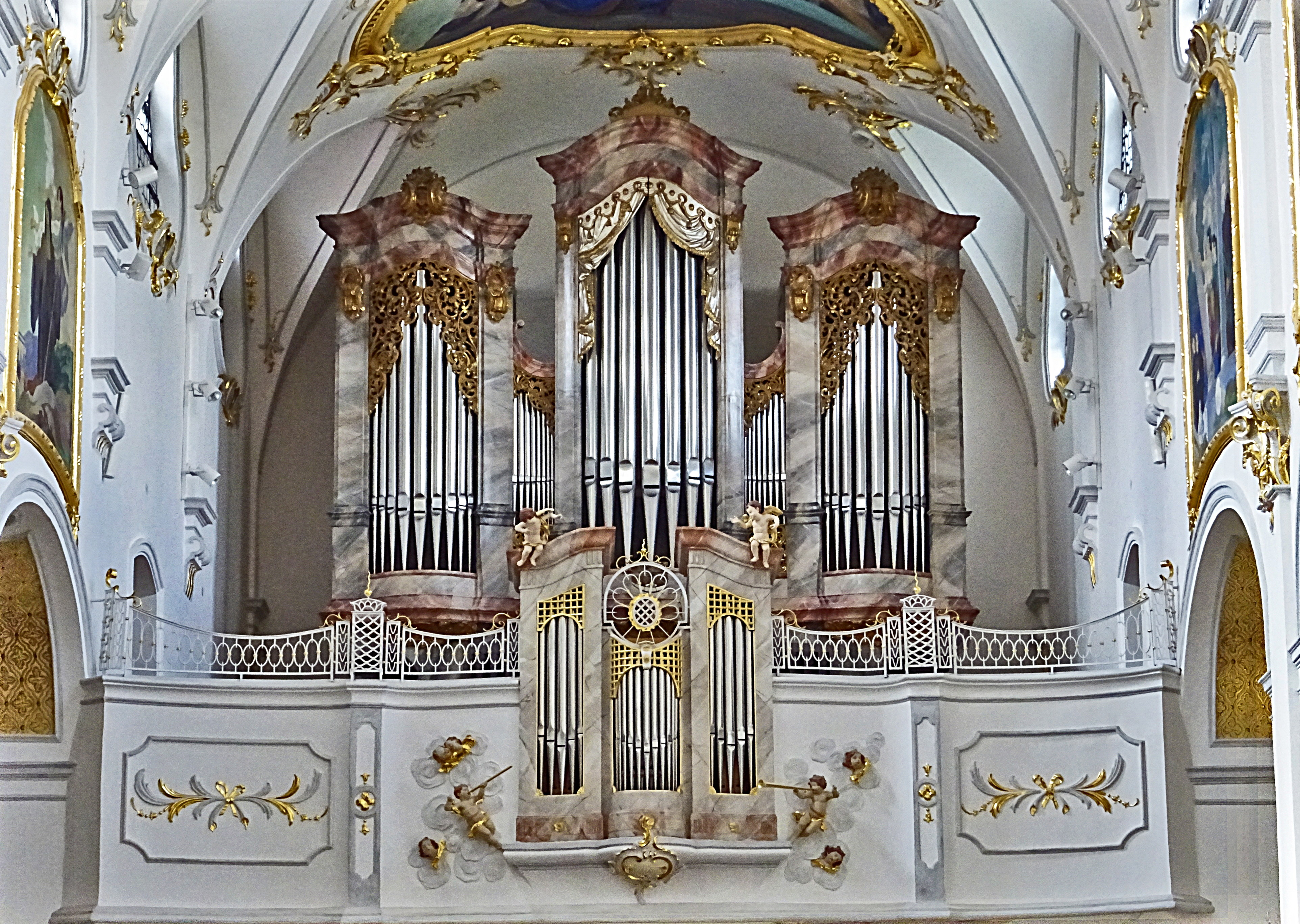
Hauptorgel mit Rückpositiv

## Glocken

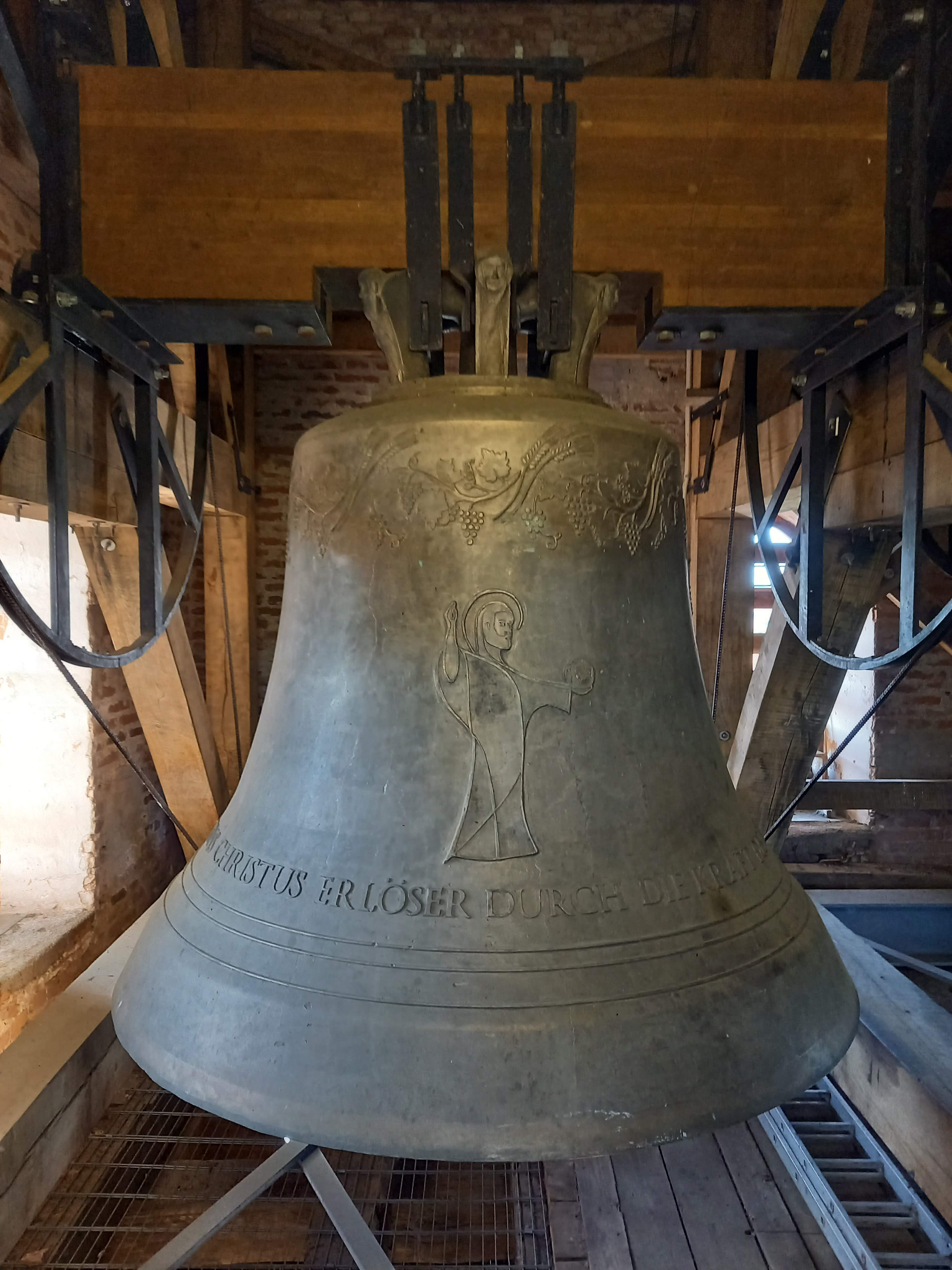
Große Christus-Salvator-Glocke

Das fünfstimmige Gussstahlgeläut aus dem Jahre 1947, gestimmt auf g°-b°-des'-fes'-g', musste nach 2008 in Teilen stillgelegt werden. Daraufhin wurde ein neues Großgeläut aus Bronze angeschafft. Eine Glocke des Jahres 1921 und eine Glocke von 1816 wurden in das neue Geläut integriert. Die übrigen Glocken entstanden in der Glockengießerei Rudolf Perner in Passau. Die große Christus-Salvator-Glocke ist die größte Kirchenglocke in Bayern.
| Nr. | Name                 | Gussjahr | Ton     | Gewicht (kg) |
| --- | -------------------- | -------- | ------- | ------------ |
| 1   | Christus-Salvator    | 2009     | e°+5    | 10.100       |
| 2   | Maria                | 2009     | gis°+4  | 4.840        |
| 3   | Benediktus           | 2009     | h°+6    | 3.340        |
| 4   | Heilig Kreuz         | 2009     | cis'+4  | 2.253        |
| 5   | Martin und Korbinian | 1816     | fis'+3  | 710          |
| 6   | Maria Magdalena      | 2009     | gis'+4  | 695          |
| 7   | Josef                | 1921     | ais'+6  | 370          |
| 8   | Johannes der Täufer  | 2009     | h'+6    | 525          |
| 9   | Schutzengel          | 2009     | cis''+4 | 427          |
| 10  | Matthäus             | 2009     | e''+6   | 237          |
| 11  | Markus               | 2009     | fis''+4 | 161          |
| 12  | Herz Jesu            | 2009     | gis''+3 | 95           |
| 13  | Lukas                | 2009     | a''+4   | 88           |
| 14  | Johannes             | 2009     | h''+5   | 79           |